# Wereld Universiteitskampioenschappen schaatsen 2012
De Wereld Universiteitskampioenschappen schaatsen 2012 (1st World University Speed Skating Championships) was een langebaanschaatstoernooi georganiseerd door de International University Sports Federation (FISU). Het toernooi werd van 18 tot en met 21 december 2012 verreden op de ijsbaan Tor Cos in de Poolse wintersportplaats Zakopane.
Het toernooi is een onderdeel van allerlei losse universiteitswedstrijden, die samen de Wereld Universiteitskampioenschappen vormen.

## Podia

### Mannen
| Afstand              | Goud            | Zilver                 | Brons              |
| -------------------- | --------------- | ---------------------- | ------------------ |
| 2x500m               | Artur Nogal     | Maciej Biega           | Even Johansen      |
| 1000m                | Jan Szymański   | Even Johansen          | Espen Tveit        |
| 1500m                | Jan Szymański   | Espen Tveit            | Maksim Baklashkin  |
| 5000m                | Jan Szymański   | Martin Bjertnes        | Zdeněk Haselberger |
| 10000m               | Martin Bjertnes | Sebastian Druszkiewicz | Pavel Kulma        |
| Ploegenachtervolging | Noorwegen       | Polen                  | Kazachstan         |

### Vrouwen
| Afstand              | Goud               | Zilver                    | Brons                 |
| -------------------- | ------------------ | ------------------------- | --------------------- |
| 2x500m               | Kseniya Sadovskaya | Luiza Złotkowska          | Rikke Jeppsson        |
| 1000m                | Natalia Czerwonka  | Luiza Złotkowska          | Tatjana Sokirko       |
| 1500m                | Martina Sáblíková  | Natalia Czerwonka         | Katarzyna Woźniak     |
| 3000m                | Martina Sáblíková  | Luiza Złotkowska          | Marit Fjellanger Bøhm |
| 5000m                | Martina Sáblíková  | Camilla Helene Farestveit | Jelena Urvantseva     |
| Ploegenachtervolging | Polen              | Kazachstan                | Noorwegen             |

## Medaillespiegel
| Pos. | Land        | Goud | Zilver | Brons | Totaal |
| ---- | ----------- | ---- | ------ | ----- | ------ |
| 1    | Polen       | 6    | 7      | 1     | 14     |
| 2    | Tsjechië    | 3    | 0      | 2     | 5      |
| 3    | Noorwegen   | 2    | 4      | 5     | 11     |
| 4    | Wit-Rusland | 1    | 0      | 0     | 1      |
| 5    | Kazachstan  | 0    | 1      | 4     | 5      |